# 1711 en arts plastiques
| Années des arts plastiques : 1708 - 1709 - 1710 - 1711 - 1712 - 1713 - 1714    |
| Décennies des arts plastiques : 1680 - 1690 - 1700 - 1710 - 1720 - 1730 - 1740 |

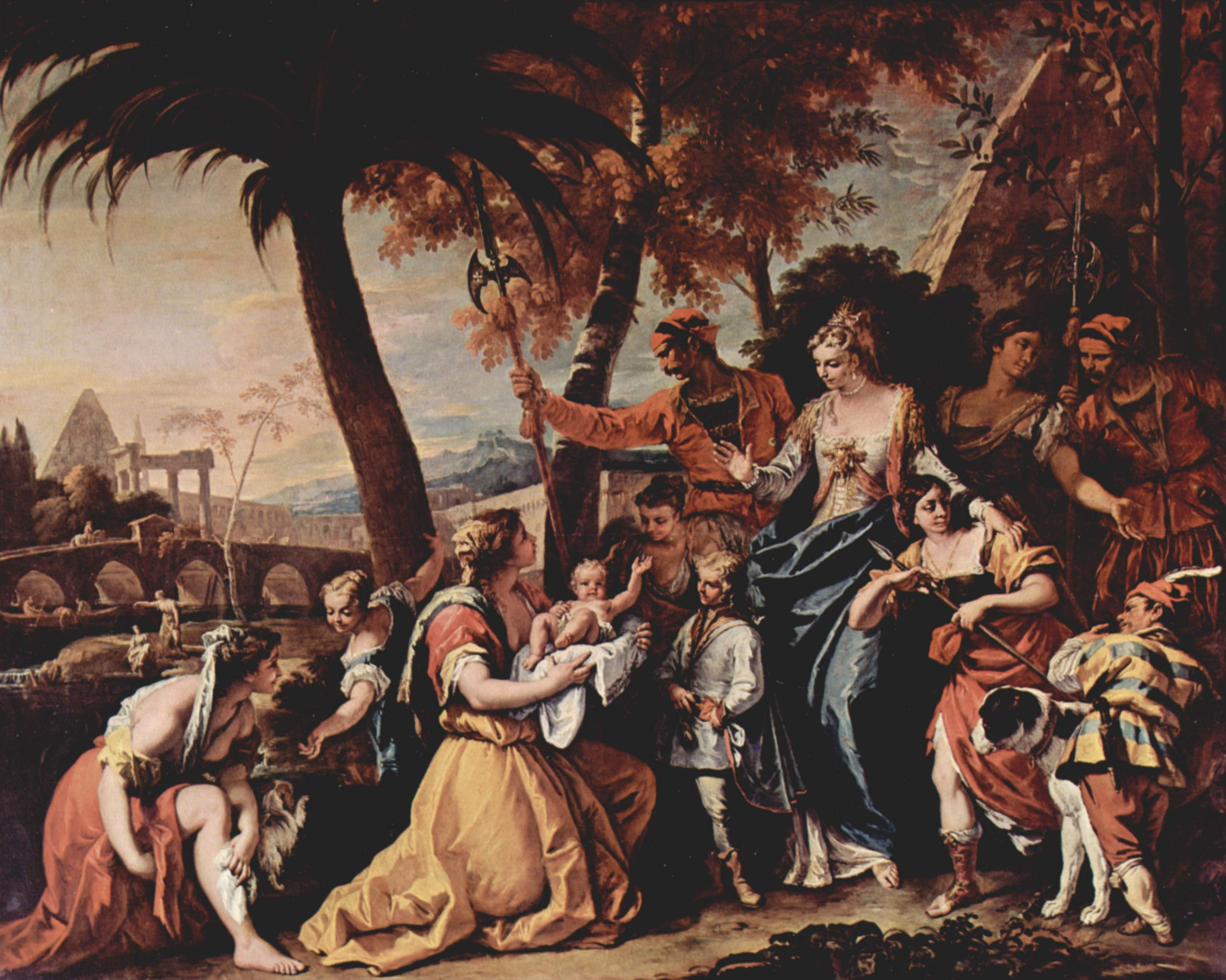
Moïse enfant, sauvé des eaux, toile de Sebastiano Ricci.

Cette page concerne l'année 1711 en arts plastiques.

## Naissances
- 12 février : Jacopo Marieschi, peintre italien de vedute († 1794),
- 21 juillet : Antonio González Ruiz, peintre espagnol († 1er avril 1788),
- 2  septembre : Noël Hallé, peintre et graveur français († 5 juin 1781),
- ? : Francesco Capella, peintre italien († 1784).

## Décès
- 21 janvier : Augustinus Terwesten, peintre néerlandais (° 4 mai 1649),
- 24 janvier : Jean Bérain père, peintre, aquarelliste, dessinateur, graveur, ornemaniste et décorateur de théâtre français (° 4 juin 1640).
- 7 mars : Hans Georg Asam, peintre allemand (° 12 octobre 1649),
- 3 septembre : Élisabeth-Sophie Chéron, peintre sur émail et graveur française (° 3 octobre 1648),
- ? :
  - Francesco Botti, peintre baroque italien (° 1640),
  - Maria Vittoria Cassana, peintre italienne (° ?).